# 下科尔米耶
下科尔米耶（法語：Colmier-le-Bas，法語發音：[kɔlmje lə ba]）是法国上马恩省的一个市镇，与上科尔米耶相邻，属于朗格勒区。

## 地理
下科尔米耶（47°46'18"N, 4°57'9"E）面积5.95 平方千米，位于法国大東部大區上马恩省，该省份为法国东北部内陆省份，北起马恩省和默兹省，西接奥布省，西南接科多尔省，东南接上索恩省，东临孚日省。
与下科尔米耶接壤的市镇（或旧市镇、城区）包括：维拉尔-桑特诺日、比尔莱唐普利耶、尚班、绍热、默内布勒、上科尔米耶。

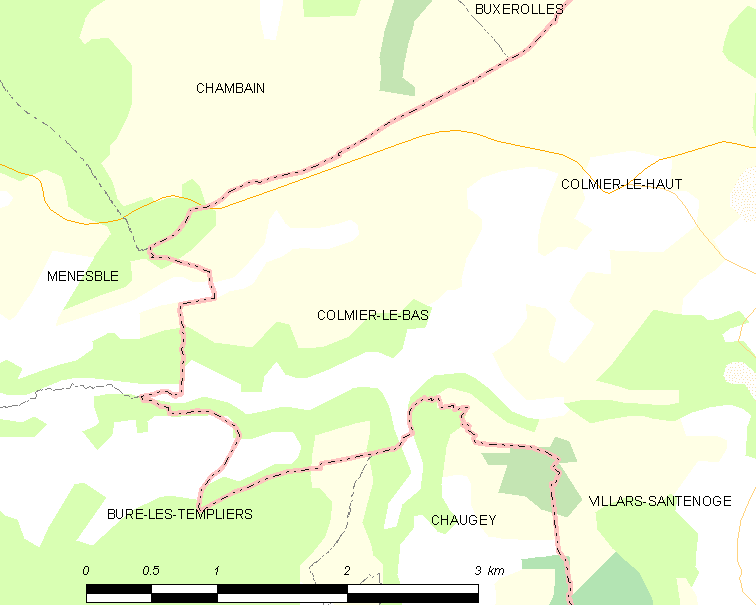
下科尔米耶的OSM定位图

下科尔米耶的时区为UTC+01:00、UTC+02:00（夏令时）。

## 行政
下科尔米耶的邮政编码为52160，INSEE市镇编码为52137。

## 政治
下科尔米耶所属的省级选区为维勒居西安勒拉克县。

## 人口

1962-2008年间下科尔米耶人口变化图示

下科尔米耶于2022年1月1日时的人口数量为22人。